# بخش مرکزی شهرستان فومن

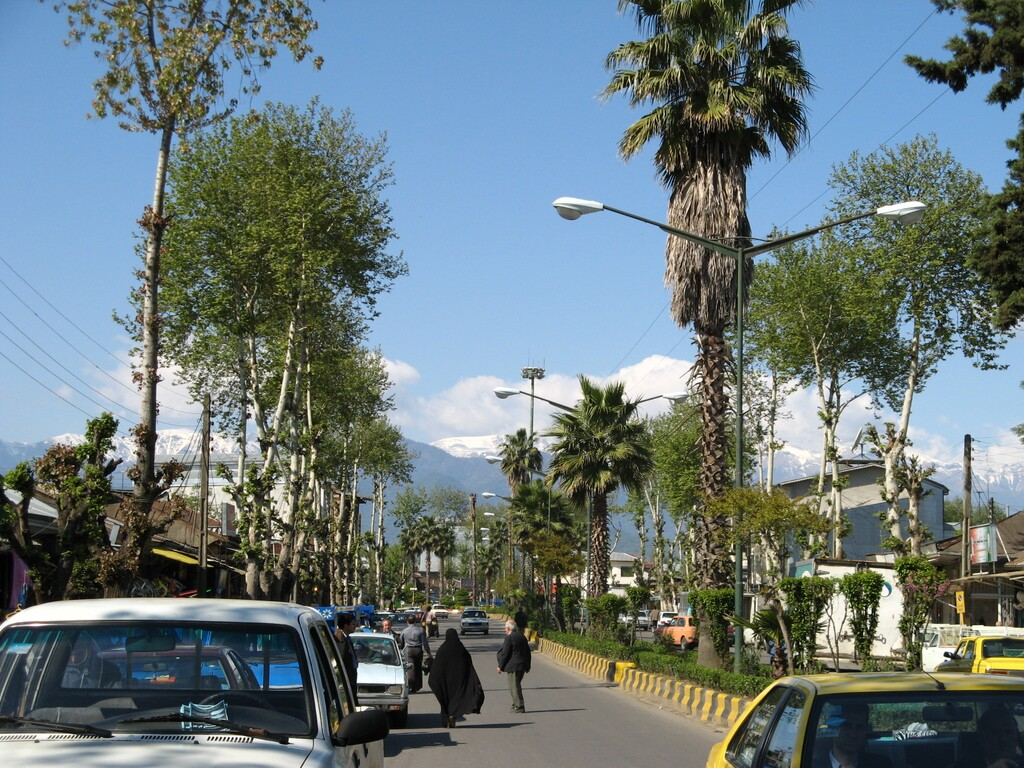
شهر فومن

بخش مرکزی شهرستان فومن یکی از بخش‌های شهرستان فومن در استان گیلان در شمال ایران است.

## تقسیمات کشوری
- بخش مرکزی شهرستان فومن
  - دهستان رودپیش
  - دهستان گشت
  - دهستان گوراب پس
  - دهستان لولمان

شهر: فومن

## جمعیت
بنابر سرشماری مرکز آمار ایران، جمعیت بخش مرکزی شهرستان فومن در سال ۱۳۸۵ برابر با ۸۲۰۵۳ نفر بوده است.